# Wolfgang Muthspiel

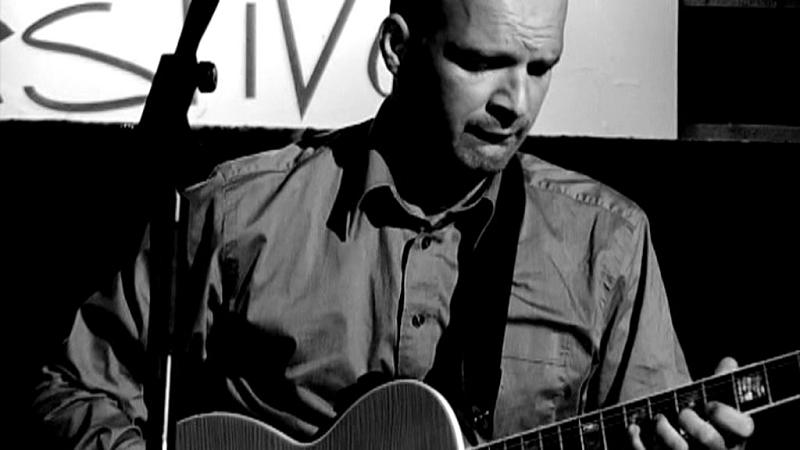
Wolfgang Muthspiel tijdens een optreden in 2007

Wolfgang Muthspiel (Judenburg, 2 maart 1965) is een Oostenrijkse jazzgitarist en -componist.
Muthspiel, de zoon van componist Kurt Muthspiel en broer van de trombonist Christian Muthspiel, begon op zijn zesde op de viool, als tiener ging hij gitaar spelen. Hij studeerde klassieke en jazzgitaar in Graz, daarna studeerde hij aan New England Conservatory (bij Mick Goodrick en David Leisner) en Berklee College of Music. In die jaren verschenen zijn eerste albums als leider, waaronder verschillende duoplaten met zijn broer. Ook was hij enige tijd gitarist in het kwintet van Gary Burton.
In 1995 ging Muthspiel wonen in New York, waar hij speelde en of opnam met veel bekende jazzmusici, waaronder Maria Joao, Dave Liebman, Peter Erskine, Bob Berg, Don Alias, Larry Grenadier, John Patitucci, Trilok Gurtu en de Noorse zangeres Rebekka Bakken. In 2002 keerde hij naar Oostenrijk terug, waar hij sindsdien in Wenen woont. Hier begon hij een trio met de broers Andreas en Matthias Pichler, waarmee hij rond 2005 een album opnam. De plaat verscheen op Muthspiel's eigen platenlabel, material records, een label dat zowel muziek van Muthspiel als jonge musici uitbrengt. Muthspiel heeft verschillende groepen, waaronder Wolfgang Muthspiel 4tet en een gitaartrio met Ralph Towner en Slava Grioryan, MGT. Hij werkt sinds 1998 veel samen met de Amerikaanse drummer Brian Blade, met wie hij sinds 2001 verschillende albums heeft gemaakt. In 2012 verscheen van Muthspiel een plaat, waarop hij zijn eigen liedjes zingt, 'Vienna Naked'.
Muthspiel ontving twee keer de Hans-Koller-Preis, in 1997 ('muzikant van het jaar') en 2003 ('Europese Jazzprijs').

## Discografie (selectie)
- The promise, Antilles, 1990
- Black and Blue, Polygram, 1993
- In & Out, Polygram, 1994
- Daily Mirror (met Rebekka Bakken), material records, 2000
- Echoes of Techno (met Christian Muthspiel), material, 2001
- Early Music (met Christian Muthspiel), 2003
- Solo, material, 2004
- Bright Side (met Andreas en Matthias Pichler), 2005
- Glow (met Dhafer Youssef), Which Way Music, 2007
- Friendly Travelers (met Brian Blade), material, 2007
- Friendly Travelers live (met Brian Blade, op cd en dvd), material, 2008
- From a Dream (MGT), material, 2008
- Live at the Jazz Standard (met Mick Goodrick), material, 2010
- Drum Free, material, 2011
- Vienna Naked, material, 2012